# Uzunköprü
Uzunköprü é uma cidade e distrito da província de Edirne, na Turquia. Conta com uma população de 41 200 habitantes (2009). Se encontra na linha ferroviária que conecta Istambul com Sofia, Belgrado e a Europa Ocidental. Além disso, conta com um posto fronteiriço com a Grécia. 